# ای‌بی‌سی مارت
ای‌بی‌سی مارت (انگلیسی: ABC-Mart) شرکت خرده‌فروشی ژاپنی است، که در سال ۱۹۸۵ توسط ماساهیرو میکی تأسیس شد.